# Thekla Schütz
Thekla Schütz OCist (* vermutlich im 17. Jahrhundert in Baden-Baden; † 13. Dezember 1687) war eine deutsche Zisterzienserin. Von 1686 bis 1687 amtierte sie als 30. Äbtissin des Zisterzienser-Klosters Lichtenthal.

## Leben
Maria Thekla Schütz war die Tochter des hochfürstlich-badischen Amtmanns Franz Schütz aus Baden-Baden. Nachdem Vorgängeräbtissin Margaretha Loys am 25. März 1686 verstorben war, wurde sie am 30. März 1686 zur neuen Äbtissin des Klosters Lichtenthal gewählt. Bei der Ablegung des Juramentum Abbatissae (Äbtissinneneid) als neue Äbtissin wurde sie in einem Zusatz gesondert auf die verpflichtende Einhaltung der ordensrechtlichen Vorgaben des Konzils von Trient (Klausur) und die Ordenssatzungen hingewiesen. Äbtissin Thekla, die als Frau von Frommheit und Klugheit angesehen wurde, war jedoch sehr kränklich und ihr war nur eine sehr kurze Amtszeit beschieden. Sie starb bereits nach etwas mehr als 20 Monaten im Amt als Vorsteherin des Klosters Lichtenthal. Ihre letzte Ruhestätte fand sie im Kapitelhaus des Klosters.